# Luigi Antonio Calegari
Luigi Antonio Calegari (1780? Padova – 1849? Benátky) byl italský operní skladatel.

## Život
Luigi Antonio Calegari se narodil v Padově a pocházel z rozvětvené rodiny hudebníků a skladatelů. Jeho otec byl patrně Francesco Antonio Calegari (1656–1742) a byl synovcem Antonia Calegariho (1757–1828). Zřejmě byl i příbuzný se skladatelem Giuseppe Calegarim (1750-1812), autorem opery Betulia Liberata. Zemřel v Benátkách roku 1849. Bližší údaje nejsou známy.

## Dílo

### Opery
- Il matrimonio scoperto ossia Le polpette (libreto G. Artusi, 1804, Padova)
- Erminia (libreto Buonavoglia, 1805, Benátky, Teatro San Moisè)
- La serenata (1806, Padova)
- Amor soldato (libreto M. Tassi a G. Rossi, 1807, Benátky, Teatro San Benedetto)
- Irene e Filandro (1808, Benátky, Teatro Malibran)
- La giardiniera (1808, Řím, Teatro Valle)
- Raoul di Crequi (libreto G. Artusi, 1808, Padova)
- Il prigioniero (libreto G. D. Camagna, 1810, Benátky, Teatro San Moisè)
- Omaggio del cuore (1815, Piacenza)
- Saul (1821, Benátky) – inspirováno oratoriem Vittoria Alfieriho

### Jiné skladby
- 6 "Cantadines" pro zpěv a basso continuo (1808)
- Augurio di Felicita, cantate profane (1827)
- Cantata (1832)
- Introduction, variations a finale na Caraffovo téma pro klavír
- Sinfonia